# Parantica ethologa
Parantica ethologa är en fjärilsart som beskrevs av Swinhoe 1899. Parantica ethologa ingår i släktet Parantica och familjen praktfjärilar. Inga underarter finns listade i Catalogue of Life.